# Lublin R-XIII
Il Lublin R-XIII era un monomotore da osservazione, da ricognizione e collegamento ad ala alta a parasole sviluppato dall'azienda polacca Plage i Laśkiewicz e prodotto dalla Lubelska Wytwórnia Samolotów (LWS) negli anni trenta.
Destinato al ruolo di cooperazione con l'esercito venne utilizzato, nel corso della sua carriera operativa, anche come aereo da ricognizione e collegamento dai reparti della Siły Powietrzne fino alla sfavorevole conclusione della Campagna di Polonia quindi successivamente dalla Forțele Aeriene Regale ale României.

## Tecnica
Il Lublin R-XIII era un velivolo dall'aspetto, per l'epoca, tradizionale, realizzato in tecnica mista: monomotore monoplano ad ala alta a parasole dotato di carrello fisso.
La fusoliera, realizzata con una struttura in tubi d'acciaio saldati e ricoperta anteriormente da pannelli in legno e posteriormente in tela trattata, incorporava i due abitacoli aperti in tandem, l'anteriore destinato al pilota ed il posteriore all'osservatore, quest'ultimo dotato di mitragliatrice difensiva brandeggiabile. Posteriormente terminava in un impennaggio classico monoderiva con piani orizzontali controventati.
La configurazione alare era monoplana con ala, a pianta ellittica, posizionata alta a parasole sulla fusoliera, collegata alla sua parte superiore tramite un castello tubolare e rinforzata da una coppia di montanti obliqui per lato.
Il carrello d'atterraggio era fisso, anteriormente collegato alla parte inferiore della fusoliera tramite un complesso ammortizzante ed integrato posteriormente da un pattino d'appoggio ammortizzato posizionato in coda.
Nella versione di serie la propulsione era affidata ad un motore Skoda-Wright J-5AB, un radiale a 7 cilindri raffreddato ad aria, copia prodotta su licenza dello statunitense Wright R-790, in grado di erogare una potenza pari a 240 CV (176 kW), posizionato all'apice anteriore della fusoliera, collegato alla stessa da un supporto tubolare, inizialmente lasciato interamente scoperto e successivamente inserito, nelle ultime versioni, in una cappottatura NACA metallica e sempre abbinato ad un'elica bipala.

## Impiego operativo

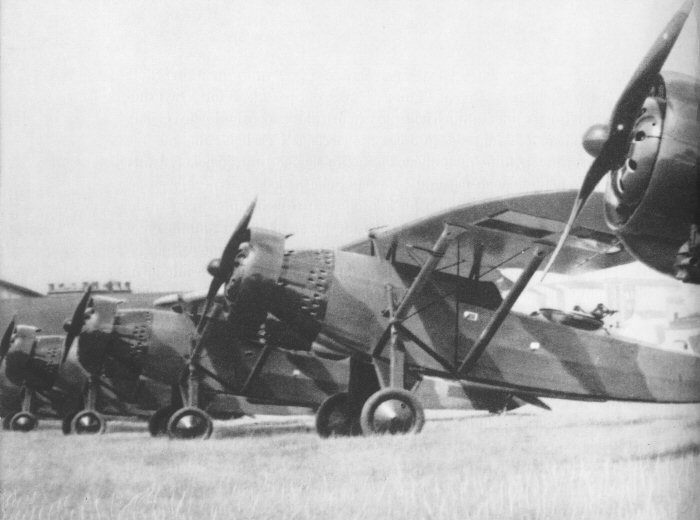
Esemplari di Lublin R-XIII in dotazione ai reparti da osservazione aerea della Siły Powietrzne.

All'inizio della Campagna di Polonia del settembre 1939, erano ancora 150 gli esemplari in dotazione ai reparti da osservazione aerea della Siły Powietrzne.
La superiorità dei mezzi a disposizione della Wehrmacht ebbe facilmente ragione sulle prestazioni ed in breve tempo vennero per la maggior parte distrutti. Gli esemplari sopravvissuti furono utilizzati dai piloti in fuga per raggiungere l'allora ancora neutrale Regno di Romania. I velivoli vennero quindi requisiti dal governo rumeno e forniti ai reparti della propria forza aerea, l'Aeronautica Regală Românã. A seguito dello schieramento ufficiale a fianco delle Potenze dell'Asse nel 1941, gli esemplari ancora in condizioni di volo vennero presi in carico dalla ridesignata Forțele Aeriene Regale ale României.

## Versioni
R-XIII
prototipo, conversione del precedente R-XIV realizzato in un esemplare (no.serie 56.1).
R-XIIIA
versione di serie da cooperazione con l'esercito, cellula rinforzata rispetto al prototipo, prodotta in 30 esemplari dal 1931 (no.s. 56.2-56.31).
R-XIIIB
versione da cooperazione con l'esercito prodotta in 20 esemplari dal 1932 (no.s. 56.32-56.51).
R-XIIIC
versione da cooperazione con l'esercito prodotta in 48 esemplari dal 1933 (no.s. 56.52-56.99).
R-XIIID
versione standard da cooperazione con l'esercito prodotta in 95 esemplari dal 1933 (no.s. 56.102-56.196).
R-XIIIE
prototipo equipaggiato con un motore radiale Gnome-Rhône 7K Titan Major da 360 CV (265 kW), costruito in un solo esemplare nel 1934 (no.s. 56.100).
R-XIIIF
versione da cooperazione con l'esercito, caratterizzata da modifiche alla fusoliera ed equipaggiata con un motore radiale Škoda G-1620A Mors-I 340 CV (250 kW), prodotta in 58 esemplari dal 1934 (no.s. 56.101, 58.01-58.57)

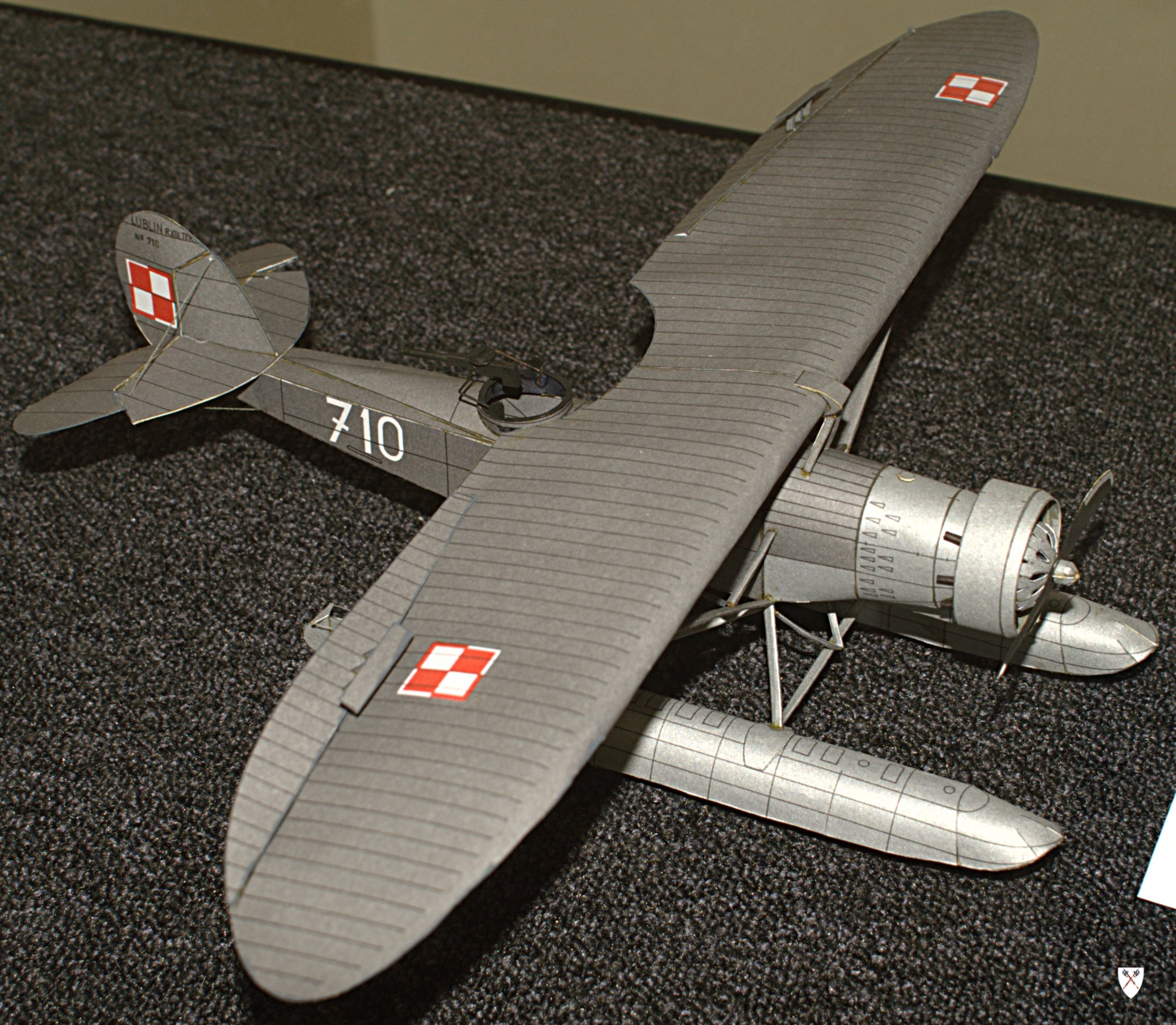
Modello in scala del R-XIIIter esposto al Pomorskie Muzeum Wojskowe.

R-XIII bis/hydro
versione idrovolante a scarponi prodotta in 4 esemplari dal 1931 (no.s. 700-703).
R-XIII ter/hydro
versione idrovolante a scarponi prodotta in 10 esemplari dal 1934 (n.s. 704-713).
R-XIIIG
versione idrovolante a scarponi prodotta in 6 esemplari dal 1934 (n.s. 714-720).
R-XIII Dr
versione aereo da turismo e competizione a lungo raggio, battezzata con il nome "Błękitny Ptak" (uccello azzurro), conversione dal 56.51, equipaggiata con un motore Škoda-Wright J-5 Whirlwind da 220 CV (162 kW) e serbatoi supplementari. Conosciuta anche con la designazione R-XXIII.
R-XIIIt
versione da addestramento, conversione dal R-XIIIB, realizzata in 8 esemplari.

## Utilizzatori
Polonia
- Siły Powietrzne

 Romania
- Aeronautica Regală Românã
- Forțele Aeriene Regale ale României